# Università di Montevideo
L'Università di Montevideo (in spagnolo: Universidad de Montevideo) è una università privata (cattolica, Opus Dei) situata a Montevideo, in Uruguay. Ha aperto nel 1986 e ha ottenuto il diritto di essere legalmente nominata come università nel 1997.

## Struttura
Ha otto unità accademiche:
- Facoltà di Comunicazione
- Facoltà di Scienze aziendali ed Economiche
- Facoltà di Ingegneria
- Facoltà di Giurisprudenza
- Facoltà di Scienze umane e dell'Educazione
- Centro di Scienze biomediche
- Centro per la formazione terziaria in servizi e innovazione
- Business school

## Rettori
- Mariano Brito Checchi
- Juan Manuel Gutiérrez Carrau